# Robin Perutz
Robin Noel Perutz (* 27. Dezember 1949 in Cambridge) ist ein britischer Chemiker, der auf den Gebieten Metallorganische Chemie, Katalyse und Photochemie arbeitet.

## Leben
Robin. N. Perutz wurde als Sohn des Nobelpreisträgers für Chemie Max F. Perutz 1949 in Cambridge geboren. Er studierte bis 1971 Chemie an der University of Cambridge. Für die Erlangung des Ph.D. setzte er sein Studium in Cambridge und an der Newcastle University fort und forschte über die Struktur von Metallcarbonylfragmenten. Als Postdoktorand ging er 1974 nach Mülheim, Ruhr. Anschließend war er in Edinburgh und Oxford tätig, 1983 wechselte er an die University of York, wo er 1991 Professor wurde. Von 2007 bis 2010 war er Vorsitzender der Dalton Division der Royal Society of Chemistry.
Perutz arbeitete zu vielen Aspekten der Reaktionsmechanismen, der Photochemie, der Spektroskopie und der Synthese von Organoübergangsmetall- und Metallhydridkomplexen. In jüngster Zeit widmete er sich speziell der supramolekularen Photochemie und den sich ergebenden technischen Möglichkeiten der Speicherung von Sonnenenergie in Form chemischer Energie als einer zukünftigen Energiequelle.
2005 erhielt er den nach Ronald Nyholm benannten Nyholm Prize for Inorganic Chemistry der Royal Society of Chemistry. 2010 wurde er zum Fellow der Royal Society gewählt. 2015 wurde er als Fellow in die American Association for the Advancement of Science aufgenommen.

## Schriften (Auswahl)
- Robin N. Perutz: Photochemistry of small molecules in low-temperature matrixes. In: Chemical Reviews. Band 85, Nr. 2, 1985, S. 97–127, doi:10.1021/cr00066a002.
- Robin N. Perutz: Tilden Lecture. Organometallic intermediates: ultimate reagents. In: Chemical Society Reviews. Band 22, Nr. 6, 1993, S. 361–369, doi:10.1039/CS9932200361.
- Chris Hall, Robin N. Perutz: Transition metal alkane complexes. In: Chemical Reviews. Band 96, Nr. 8, 1996, S. 3125–3146, doi:10.1021/cr9502615.
- Christopher D. Windle, Robin N. Perutz: Advances in molecular photocatalytic and electrocatalytic CO2 reduction. In: Coordination Chemistry Reviews. Band 256, Nr. 21-22, 2012, S. 2562–2570, doi:10.1016/j.ccr.2012.03.010.
- Robin N. Perutz, Barbara Procacci: Photochemistry of transition metal hydrides. In: Chemical Reviews. Band 116, Nr. 15, 2016, S. 8506–8544, doi:10.1021/acs.chemrev.6b00204.